# آنتونی سمسون
آنتونی سمسون (به انگلیسی: Anthony Sampson) زاده  (۳ اوت ۱۹۲۶ – مرگ ۱۸ دسامبر ۲۰۰۴) نویسنده و روزنامه‌نگار بریتانیایی بود.موفق ترین کتاب او آناتومی بریتانیا بود که در سال 1962 منتشر شد و پس از آن پنج کتاب آناتومی دیگر منتشر شد و کتاب اصلی را با عناوین مختلف به روز کرد. او نوه جان سامپسون زبان شناس بود که از او بیوگرافی نوشت بنام کولی دانشمند: تلاش برای یک راز خانوادگی (1997). 

## کتابشناسی
| سال انتشار | نام کتاب                                                   | نام کتاب                                                           | توضیحات                                                      |
| ---------- | ---------------------------------------------------------- | ------------------------------------------------------------------ | ------------------------------------------------------------ |
| ۲۰۰۴       | این‌جا را که می‌گرداند؟: کالبدشناسی بریتانیا در قرن بیست‌ویکم | (Who Runs This Place?: The Anatomy of Britain in the 21st Century) |                                                              |
| ۱۹۹۹       | ماندلا: زندگی‌نامهٔ مجاز                                     | (Mandela: The Authorised Biography)                                | برندهٔ جایزهٔ آلن پاتن (Alan Paton Award)                      |
| ۱۹۹۵       | مأمور کمپانی                                               | (Company Man)                                                      | پیرامون برآمدن و زوال شرکت‌ها                                 |
| ۱۹۸۷       | طلای سیاه                                                  | (Black Gold)                                                       | دربارهٔ فروریختن آپارتاید و تصویر تجاری/مالی در آفریقای جنوبی |
| ۱۹۸۱       | قرض‌دهندگان پول                                             | (The Money Lenders)                                                | مطالعه‌ای پیرامون بانکداری بین‌المللی                          |
| ۱۹۷۷       | بازار اسلحه                                                | (The Arms Bazaar)                                                  | مطالعه‌ای پیرامون دادوستد بین‌المللی اسلحه                     |
| ۱۹۷۵       | هفت خواهران                                                | (Seven Sisters)                                                    | مطالعه‌ای پیرامون صنعت بین‌المللی نفت                          |
| ۱۹۷۳       | دولت مستقل آی‌تی‌تی                                          | (The Sovereign State of ITT)                                       |                                                              |
| ۱۹۶۸       | اروپاییان جدید                                             | (The New Europeans )                                               |                                                              |